# Álafoss
Álafoss (in italiano "cascata delle anguille") è una cascata nel fiume Varmá a Mosfellsbær in Islanda. Un lanificio omonimo è situato nei pressi della cascata fin dal 1896, quando un agricoltore locale importò i macchinari atti al trattamento della lana mediante l'utilizzo dell'energia proveniente dalla cascata.
Durante la seconda guerra mondiale, furono costruite caserme per le truppe britanniche. Álafoss ha svolto un ruolo fondamentale nello sviluppo della cittadina di Mosfellsbær. Lo studio del gruppo musicale post-rock Sigur Rós, chiamato Sundlaugin si trova nei pressi di Álafoss, e la quinta traccia senza titolo dell'album ( ) è soprannominata in onore di quest'area.